# Oracle Fusion Middleware
Oracle Fusion Middleware (FMW, también conocido como Fusion Middleware) consta de varios productos de software de Oracle Corporation. FMW abarca múltiples servicios, como Java EE y herramientas para desarrolladores, servicios de integración, inteligencia empresarial, colaboración y gestión de contenidos. FMW depende de estándares abiertos como BPEL, SOAP, XML y JMS.
Oracle Fusion Middleware proporciona software para el desarrollo, la implementación y la administración de arquitectura orientada a servicios (SOA). Incluye lo que Oracle llama arquitectura “hot-pluggable”,
diseñado para facilitar la integración con aplicaciones y sistemas existentes de otros proveedores de software como IBM, Microsoft y SAP AG.[cita requerida]

## Evolución
Muchos de los productos incluidos bajo el banner FMW no califican como productos middleware: “Fusion Middleware” representa esencialmente un cambio de marca de muchos de los productos de Oracle fuera de las ofertas principales de Oracle base de datos y aplicaciones-software.
Oracle adquirió muchos de sus productos FMW a través de adquisiciones. Esto incluye productos de BEA Systems y Stellent.
Con el fin de proporcionar software basado en estándares para ayudar con la automatización de los procesos de negocio, HP ha incorporado FMW en su cartera “arquitectura orientada a servicios (SOA)”.
Oracle aprovechó su tecnología Configurable Network Computing (CNC) adquirida de su compra PeopleSoft/JD Edwards en 2005.
Oracle Fusion Applications, basado en Oracle Fusion Middleware, fue finalmente lanzado en septiembre de 2010.
Según Oracle, a partir de 2013, más de 120.000 clientes utilizaban Fusion Middleware. Esto incluye a más de 35 de las 50 empresas más grandes del mundo y más de 750 de la BusinessWeek Global 1000, con FMW también respaldada por 7,500 socios.

## Evaluaciones
En enero de 2008, Oracle WebCenter (anteriormente Universal Content Management) ganó el premio “Tecnología del año” de InfoWorld por “mejor administrador de contenido empresarial”, con Oracle SOA Suite ganando el premio al “mejor bus de servicio empresarial”.
En 2007, Gartner escribió que “Oracle Fusion Middleware ha alcanzado un grado de integridad que lo pone a la par con, y en algunos casos por delante de, las pilas de software de la competencia”, y reportó ingresos de la suite de más de US$ 1 mil millones durante el FY06, estimando los ingresos de los aspectos genuinamente de middleware en US$ 740 millones.